# Salix pseudowolohoensis
Salix pseudowolohoensis är en videväxtart som beskrevs av Kin Shen Hao, C.F. Fang och A.K. Skvortsov. Salix pseudowolohoensis ingår i släktet viden, och familjen videväxter. Inga underarter finns listade i Catalogue of Life.